# Tungsteno esacarbonile
Il tungsteno esacarbonile o esacarbonile di tungsteno è il metallocarbonile  di formula W(CO)6. In condizioni normali si presenta come un solido volatile incolore e inodore. È un complesso dove il tungsteno è nello stato di ossidazione zero e viene rispettata la regola dei 18 elettroni.

## Storia
W(CO)6 fu ottenuto per la prima volta da André Job e Jean Rouvillois nel 1928 facendo reagire WCl6 e CO in presenza di C6H5MgBr in soluzione eterea.

## Sintesi
W(CO)6 si prepara per carbonilazione riduttiva, cioè riducendo un composto di tungsteno in presenza di CO. Ad esempio:
WCl6 + 2 Al(C2H5)3 → W(CO)6 +2 AlCl3 + 3 C4H10
La riduzione può essere effettuata anche con polvere di rame o lega di Devarda anziché trietilalluminio.

## Struttura
Il tungsteno esacarbonile è un composto molecolare. La molecola W(CO)6 ha geometria ottaedrica (simmetria Oh); di conseguenza nello spettro IR si osserva una singola banda di stiramento del CO (1998 cm–1). Allo stato solido la distanza W–C risulta di 207 pm.

## Reattività
Il composto è relativamente stabile all'aria, ma va conservato in atmosfera inerte. È insolubile in acqua e leggermente solubile in solventi organici. Reagisce decomponendosi con basi forti e alogeni.
W(CO)6 può dar luogo a reazioni di sostituzione dei leganti, nelle quali uno o più leganti CO vengono sostituiti, senza che ci sia variazione nel numero di ossidazione del tungsteno. La sostituzione di tre leganti CO è molto comune. Analoghe reazioni si osservano anche con Mo(CO)6; nel caso di W(CO)6 in genere i composti sono cineticamente più stabili. La reazione può procedere sia per via termica che fotochimica. Alcuni esempi sono:
W(CO)6 + C5H5– → [W(CO)3(η5-C5H5)]– + 3 CO
W(CO)6 + THF + {\displaystyle h\nu } → W(CO)5THF + CO
Trattando W(CO)6 con metalli alcalini si ha una reazione di riduzione che porta alla specie W(CO)52–; usando NaBH4 in ammoniaca liquida si ottiene invece la specie dinucleare [W2(CO)10]2–.

## Tossicità / Indicazioni di sicurezza
Come tutti i metallocarbonili, W(CO)6 è una fonte pericolosa di particelle metalliche volatili e monossido di carbonio.